# استمثال محدب
التحسين المحدب أو استمثال محدب هو حقل فرعي من التحسين الرياضي الذي يدرس مشكلة تقليل الدوال المحدبة عبر مجموعات محدبة (أو تعظيم الدوال المقعرة عبر مجموعات محدبة). العديد من فئات مشاكل التحسين المحدبة تقبل خوارزميات متعددة الحدود في حين أن التحسين الرياضي بشكل عام هو مسائل NP.
للتحسين المحدب تطبيقات في مجموعة واسعة من التخصصات، مثل أنظمة التحكم الآلي، والتقدير ومعالجة الإشارات والاتصالات والشبكات وتصميم الدوائر الإلكترونية وتحليل البيانات والنمذجة والتمويل والإحصاء (التصميم التجريبي الأحسن)،  والتحسين الهيكلي حيث أثبت مفهوم التقريب فعاليته. مع التطورات الحديثة في الحوسبة وخوارزميات التحسين أصبحت البرمجة المحدبة واضحة تمامًا مثل البرمجة الخطية.